# 分享症
分享症，或社交媒體分享症，是指一些喜歡在社交媒體或社交場合中過度分享信息，以致影響生活及人際關係，甚至忽略了自己的隱私，和別人的隱私權。